# باسكول اميد (كهن أباد)
باسکول امید (بالفارسية: باسکول امید) هي منطقة سكنية تقع في إيران في قسم کهن أباد الريفي.